# Ostufer Großer Ratzeburger See (MV) und Mechower Grenzgraben
Ostufer Großer Ratzeburger See (MV) und Mechower Grenzgraben este o arie protejată (arie specială de conservare — SAC, sit de importanță comunitară — SCI) din Germania întinsă pe o suprafață de 108 ha, integral pe uscat.

## Localizare
Centrul sitului Ostufer Großer Ratzeburger See (MV) und Mechower Grenzgraben este situat la coordonatele 53°44′39″N 10°47′45″E / 53.7442°N 10.7958°E.

## Înființare
Situl Ostufer Großer Ratzeburger See (MV) und Mechower Grenzgraben a fost declarat sit de importanță comunitară în aprilie 2004 pentru a proteja 2 specii de animale. Situl a fost protejat și ca arie specială de conservare în august 2016.

## Biodiversitate
Situată în ecoregiunea continentală, aria protejată conține 5 habitate naturale: Lacuri eutrofice naturale cu vegetație de tip Magnopotamion sau Hydrocharition, Cursuri de apă de la nivel de câmpie la nivel montan, cu vegetație Ranunculion fluitantis și Callitricho-Batrachion, Fânețe de joasă altitudine (Alopecurus pratensis, Sanguisorba officinalis), Păduri de fag Asperulo-Fagetum, Păduri aluvionare cu Alnus glutinosa și Fraxinus excelsior (Alno-Padion, Alnion incanae, Salicion albae).
La baza desemnării sitului se află mai multe specii protejate:
- mamifere (1): vidră de râu (Lutra lutra)
- nevertebrate (1): Vertigo moulinsiana